# Herrens uppståndelses kyrka, Mišar
Herrens uppståndelses kyrka (serbisk kyrilliska: Црква Васкрсења Господњег; latinska: Crkva Vaskrsenja Gospodnjeg; kyrkslaviska: Це́рковь Воскресе́нїѧ Господнѧ) är en serbisk-ortodox kyrkobyggnad belägen i byn Mišar i staden Šabac, i regionen Šumadija och västra Serbien i Serbien.
Kyrkan är helgad åt Kristi uppståndelse och tillhör Šabacs stift.

## Bilder

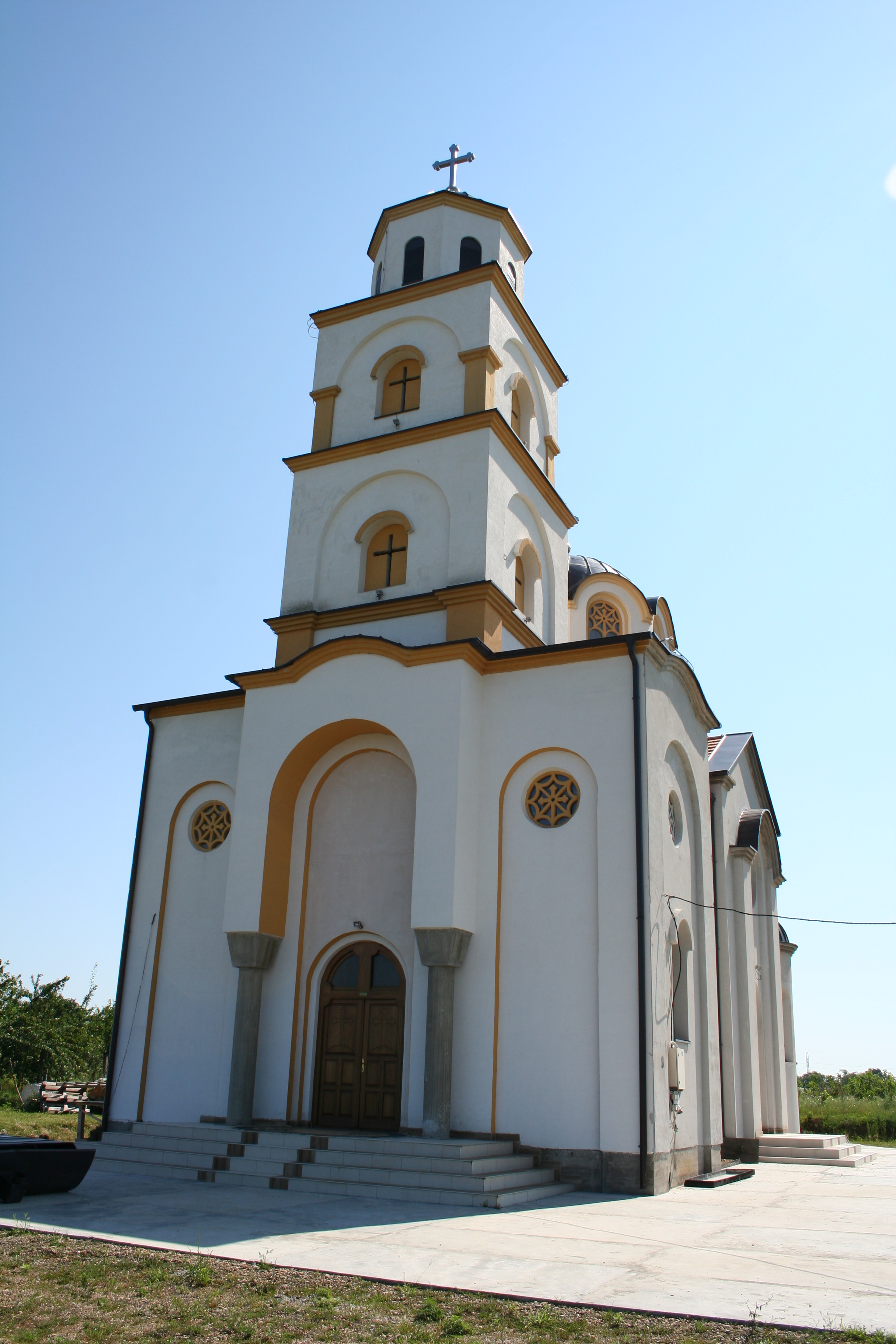
Entrén.
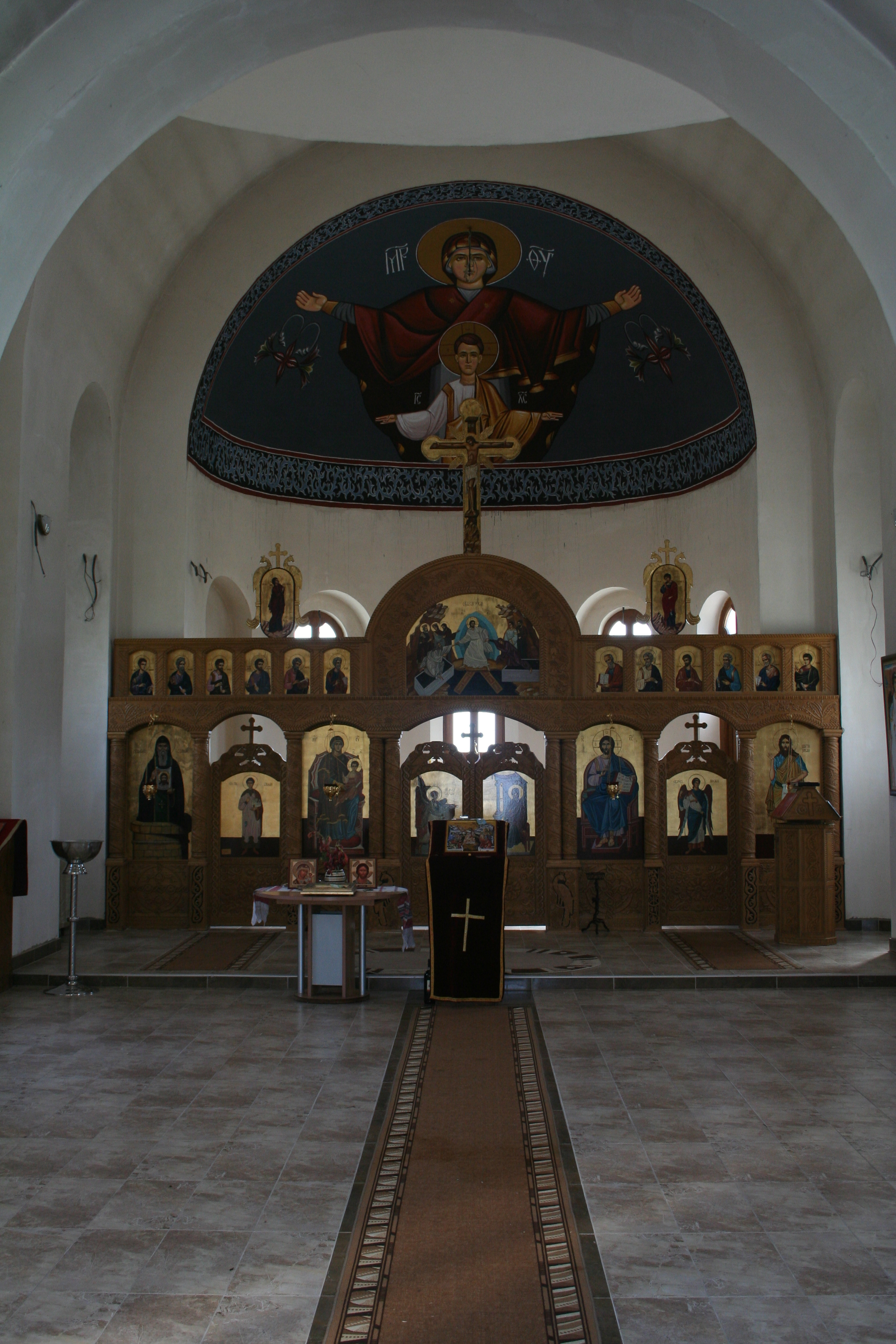
Kyrkans interiör mot ikonostasen.
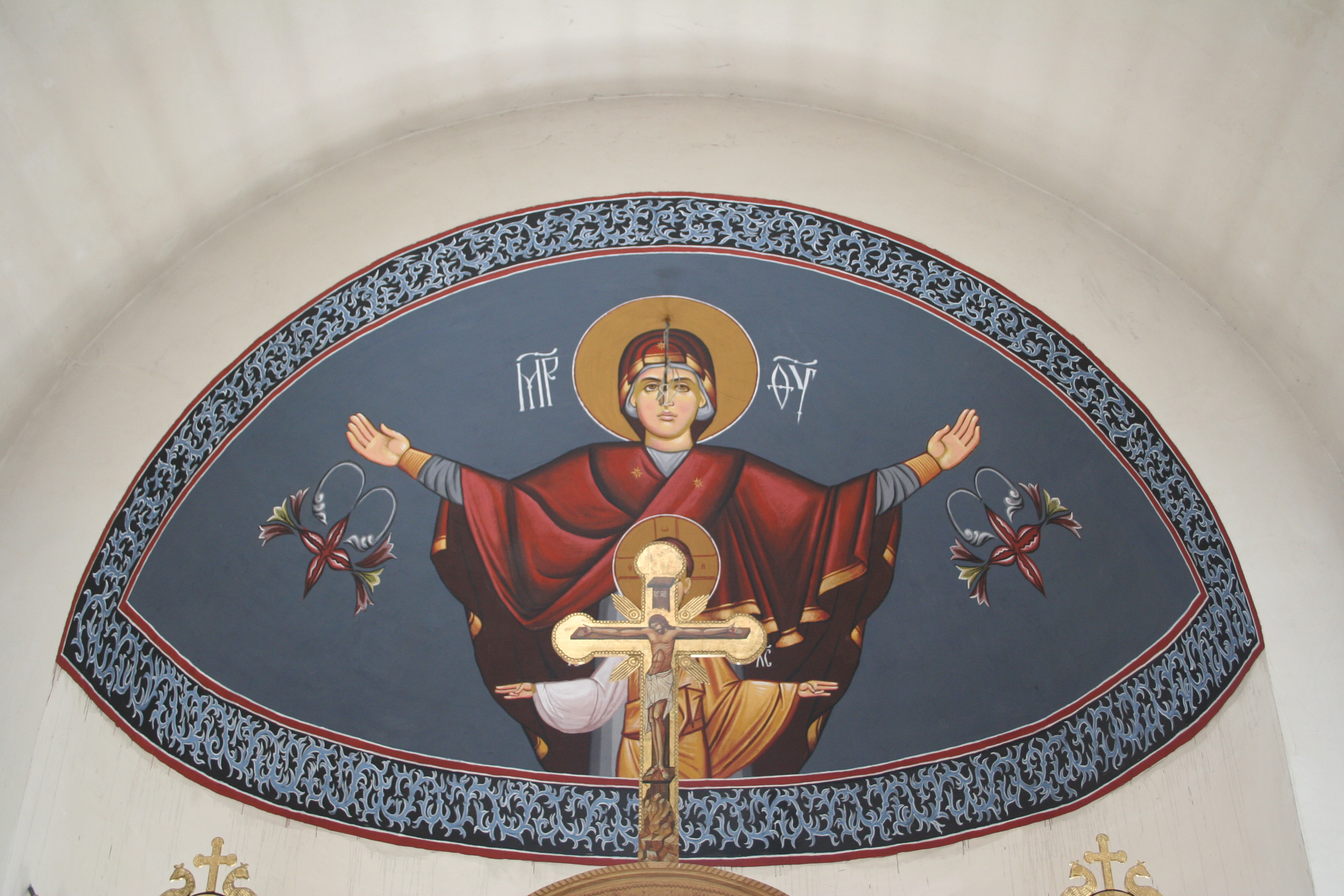
Målning föreställande Jungfru Maria (Guds Moder).